# والشوم
والشوم (به آلمانی: Walchum) یک شهر در آلمان است که در امسلاند واقع شده‌است. والشوم ۱٬۴۰۹ نفر جمعیت دارد.